# Fraction française de la gauche communiste internationale
La « Fraction Française de la Gauche Communiste Internationale (FFGCI) » est un groupe de la gauche communiste qui exista entre 1943 et 1951. 
Créée à l’initiative de « Frédérique » (ou Frédéric, Suzanne Voute), « Mousso » (Robert Salama), Marc Chirik et de quelques militants italiens, réfugiés en France, anciens membres de la Fraction italienne de la Gauche communiste (bordiguiste), ce groupe était lié au PC Internazionalista (PCInt) organisé en 1943 autour d'Onorato Damen et d'anciens militants de la gauche du PC d’Italie.
La FFGCI publie le journal L'Étincelle, titre repris à la Gauche communiste de France (GCF). Pendant plus d'une année, il y aura donc deux journaux nommés L'Étincelle et publiés par deux groupes se réclamant chacun de l'héritage de la Gauche communiste italienne. Une partie de ses militants ira rejoindre Socialisme ou Barbarie, le groupe fondé par Castoriadis et Claude Lefort.

## Histoire
Robert Salama et Marc Chirik quittent la FFGCI à l’automne 1944 pour former la Gauche Communiste de France (GCF). 
À partir de septembre 1946, le journal L'Internationaliste remplace L'Étincelle. Le nouveau journal est sous-titré « Nouvelle série de L'Étincelle », Organe de la Gauche Communiste (Fraction Française de la Gauche Communiste Internationale). Parallèlement, la « Fraction belge » publie également un journal sous le même titre (sous-titré nouvelle série de Communisme).
La FFGCI est rejointe dans les années qui suivent par un certain nombre de militants « non-bordiguistes », et des jeunes ne provenant pas d’autres groupes. Le groupe « Contre Le Courant » (dont Pierre Lanneret, alias « Camille »), provenant d’une scission au sein de l’Organisation communiste révolutionnaire, rejoint la FFGCI en janvier 1946.
Devant l'impossibilité de reconstituer l'Union communiste (UC), quelques anciens membres de cette organisation commencent des pourparlers avec la FFGCI, alors animée par Frédérique et Albert Vega (Alberto Maso). Ils finissent par l’intégrer, malgré son léninisme persistant. Henry Chazé, ex-UC, assure les liaisons internationales en s'appuyant sur les anciens contacts de l'Union communiste, les liaisons entre Milan et Paris se faisant au travers de Bruno Maffi. Damen diverge à l'époque d'Amadeo Bordiga (qui refusait à l’époque toute activité politique) sur la question russe et les syndicats, ce qui motive pour une large par l'entrée des anciens de l'Union communiste dans la FFGCI. 
À partir du n°5 de L'Internationaliste (1er février 1947), le gérant de la publication est Jacques Gautrat (alias Daniel Mothé). Les principaux rédacteurs dont le nom apparaît alors dans le journal sont : Camille, A. Véga (alais L Maille), Jean Dominique, Mothé, Lucain, André Garros (Jacques Signorelli), Henry Chazé, M. Rungis, etc.
L'Internationaliste se prononce clairement contre toute forme d'antifascisme et d'alliance avec les partis de gauche :
« Nul doute aussi que nos « communistes » staliniens et nos SFIO expriment une tendance au Capitalisme d'État, au dirigisme économique, qui sont pour la bourgeoisie mondiale un moyen de survivre bien plus sûr que le retour aux formules du dix-neuvième siècle. La défaite et la soumission des prolétaires est bien moins le fait des douairières du boulevard Saint-Germain que des Thorez, Blum, Frachon, Johaux, etc. Ainsi la campagne antifasciste des « communistes » français, les appels à la vigilance républicaine, sonnent faux et cachent mal des buts politiques bien concrets.

Dans une période où les masses ouvrières crèvent de faim et de froid, au moment même où l'on décide de repousser toute augmentation générale des salaires, les agents corrompus et bien nourris de la bourgeoisie française agitent la menace fasciste ; ils détournent ainsi l'attention des travailleurs vers des fantômes, et les poussent au combat contre des moulins à vent.
Il s'agit trop visiblement d'une diversion destinée à canaliser le mécontentement des ouvriers dans une voie sans conséquence. Il s'agit de substituer aux luttes de classe des parades et des gesticulations républicaines inoffensives.
Ainsi se réalise chaque fois que le régime bourgeois est dans une passe difficile l'union sacrée, la collaboration des gouvernés et des gouverntants, la soumission des exploités.
Et les plus baillards eux-mêmes se rallieront une fois de plus aux charlatants, et les trotskystes, la main sur le cœurs, iront une fois de plus supplier les ministres et chefs socialistes et staliniens de les accepter dans leurs rangs, de réaliser l'union de toutes les bonnes volontés dans une ferveur commune contre le fascisme menaçant... et dans l'oubli total de nos conditions de misère et d'esclavage. 

L'Internationaliste n°6 (5 mars 1947) »
Les positions théoriques développés par la FFGCI s'accompagne alors d'une volonté d'action pratique qui se concrétisera dans son intervention lors de la grève Renault de 1947. L'Internationaliste y appelle à la constitution de groupes de travailleurs en dehors et contre les syndicats et y critique radicalement les « redresseurs de la CGT » et autres « syndicalistes révolutionnaires ». Mais en ce qui concerne les formes et fonctions d'une organisation de révolutionnaires, la Fraction reste totalement liée aux visions léninistes.

## Divergences
Progressivement les divergences entre « bordiguistes » (Frédérique, etc.) et « non-bordiguistes » (en particulier les anciens de l'Union communiste) s’approfondissent. Se heurtant au dogmatisme léniniste de Bordiga et de ses disciples, et donc à l'impossibilité de faire évoluer positivement l'organisation, certains, comme Lastérade, rompent en 1949. Ces divergences semblent s'amplifier au travers des discussions ouvertes entre le groupe et Socialisme ou Barbarie (S ou B), fondé par Castoriadis et Claude Lefort. 
Le n° 5-6 de S ou B s'en fait l'écho de cette séparation de la FFGCI en deux tendances, dont une proche du groupe S ou B et en voie de le rejoindre. Au printemps de 1950, les « non-bordiguistes » » - parmi lesquels Camille, Henry Chazé, André Garros, Hirzel, Néron, Véga, Gaspard (Raymond Bourt) - lassés par le dogmatisme des bordiguistes quittent la FFGCI pour rejoindre Socialisme ou Barbarie. Lastérade avait déjà quitté le groupe en 1949 pour des raisons semblables mais ne milita pas à S ou B.
L'Internationaliste accomplira alors sous la pression de Bordiga une involution le conduisant à abandonner toutes ses clarifications antérieures. Une « crise » du même type aura lieu en 1952 en Italie. La FFGCI cesse d'exister en 1951[réf. nécessaire] .